# Jorn van Deynhoven
Jörg Loeffelmeier (Bloemendaal; 10 de marzo de 1977), conocido como Jorn van Deynhoven, es un DJ y productor neerlandés-alemán de música trance.

## Carrera musical
En 2009, inicia su propio programa radial llamado "Spotlight" en Afterhours.FM. Jorn van Deynhoven, junto con su compañero de estudio, Joshua Cunningham, ganó el MySpace Remix Contest de ATB para Desperate Religion.
Armin van Buuren honró a Jorn van Deynhoven por su participación en el concurso otorgándole un contrato con el sello discográfico Armada Music.
Ha sido uno de los principales productores y remezcladores internacionales de la escena electrónica. Su discografía le ha convertido en el Top 5 de todas las tiendas de música en línea. Artistas como Armin van Buuren, Dash Berlin, Gareth Emery, ATB o Aly & Fila han solicitado a Jorn para remezclar sus canciones.
A principios de 2010, Jorn van Deynhoven participó en eventos exclusivos de Armada Music como A State of Trance entre otros más. Sus producciones son lanzadas por el sello A State of Trance y Armada Music.
Armin van Buuren ha dado también a Jorn van Deynhoven la oportunidad de establecer su carrera como DJ internacional. Se le ha pedido cinco veces consecutivas para tocar en vivo en A State of Trance ASOT 450, ASOT 500, ASOT 550, ASOT 600 y ASOT 650. Esto ha sido una plataforma perfecta para su carrera como DJ internacional.
En sólo tres años, Jorn van Deynhoven ha estado en países como Australia , Nueva Zelanda, Sudáfrica , India, Singapur, así como los países de Europa: Hungría, España , Portugal , República Checa , Eslovaquia , Irlanda, Alemania y Holanda. Algunas de las principales direcciones en las que Jorn ha realizado conciertos durante su carrera de DJ incluyen clubes internacionales legendarios como Crobar en Buenos Aires (Argentina), Godskitchen en Birmingham (Reino Unido) y Ministry Of Sound en Londres (Reino Unido).

## Discografía

### Sencillos
- Godspeed (2008)
- Fastlane (2009)
- Spotlight (2011)
- Headliner (2012)
- Superfly (2013)
- Apollo (2013)
- Six Zero Zero (2013)
- Cheeky (2013)
- New Horizons (ASOT 650 Anthem) (2013)
- Freaks (2014)
- 101010 (The Perfect Ten) (2015)
- We Can Fly (2016)
- Flashback (2016)
- Neo Paradise (2016)
- Space Girl (2016)
- Rising High (2017)
- Fake ID (2018)
- Welcome On The Other Side (2020)
- I Need You Lovin' (2020)
- Afterlight (2020)
- Fiesta Del Sol (2020)
- Viva La Vida (2021)
- Lost In Space (con Armin van Buuren) (2021)

### Colaboraciones
- Never Mine (feat. Susana) (2010)
- Halo (feat. Temple One) (2010)
- Nardo (feat. Manuel Le Saux) (2010)
- Avalon (feat. Talla 2XLC) (2011)
- Lazy Sundays (as Jorn) (with Vito) (2014)

### Remixes
- Mr. Phillips - Arrival (Jorn van Deynhoven Dub Mix) (2006)
- ATB - Desperate Religion (Joshua Cunningham & Jorn van Deynhoven Remix) (2007)
- Wellenrausch - Euphoria Of The Waves (Jorn van Deynhoven Remix) (2007)
- Sascha Milde - All For Nothing (Jorn van Deynhoven Remix) (2007)
- Haris C & Digitalis - Back On Track (Jorn van Deynhoven Remix) (2008)
- C-Base - Superstring (Jorn van Deynhoven Remix) (2008)
- Jan Johnston & DJ Trenix - Let The World Fall Apart (Around Me) (Jorn van Deynhoven & Joshua Cunningham Remix) (2008)
- Majai - Phoria (Jorn van Deynhoven Dub Mix) (2008)
- Foundry - Believe (Jorn van Deynhoven Remix) (2008)
- Stan Void - Transience (Jorn van Deynhoven Mix) (2008)
- Savannah & Roger Shah - Body Lotion (Jorn van Deynhoven Remix) (2009)
- Jan Johnston - Happy Ending (Jorn van Deynhoven & Sascha Milde Remix) (2009)
- Sascha Milde - Alaska (Jorn van Deynhoven Remix) (2009)
- RAM - Call It A Night (Jorn van Deynhoven & Sascha Milde Remix) (2009)
- Mike Shiver & Matias Lehtola feat. Andrea Britton - Captured (Jorn van Deynhoven Remix) (2009)
- Lange - Angel Falls (Jorn van Deynhoven Rework) (2009)
- RAM - RAMsterdam (Jorn van Deynhoven Remix) (2009)
- Talla 2XLC feat. Skysurfer - Terra Australis (Jorn van Deynhoven Remix) (2009)
- Chapter XJ - Resurrection (Jorn van Deynhoven Remix) (2009)
- Andain - Beautiful Things (Jorn van Deynhoven's Sundale Mix) (2010)
- Masoud feat. Josie - Leave It All Behind (Jorn van Deynhoven Remix) (2010)
- Dash Berlin - Never Cry Again (Jorn van Deynhoven Remix) (2010)
- Ronski Speed pres. Sun Decade feat. Emma Hewitt - Lasting Light (Jorn van Deynhoven Remix) (2010)
- Thomas Bronzwaer - Collider (Jorn van Deynhoven Remix) (2010)
- Pulstate & Juventa - Somnia (Jorn van Deynhoven Remix) (2010)
- Glenn Morrison feat. Cathy Burton - Symptoms Of A Stranger (Jorn van Deynhoven Remix) (2010)
- Sindre Eide - Two Against The World (Jorn van Deynhoven Remix) (2010)
- Armin van Buuren feat. Sophie Ellis-Bextor - Not Giving Up on Love (Jorn Van Deynhoven Remix) (2010)
- Gareth Emery feat. Activa - All Is Now (Jorn Van Deynhoven Remix) (2011)
- Bobina & Betsie Larkin - You Belong To Me (Jorn van Deynhoven Remix) (2011)
- Aly & Fila feat. Sue McLaren - Still (Jorn van Deynhoven Remix) (2011)
- Henrik Christensen - New Life (Jorn van Deynhoven Remix) (2011)
- Luke Bond feat. Mark Frisch - The Other Side (Jorn van Deynhoven Remix) (2012)
- Dark Matters feat. Jess Morgan - The Real You (Jorn van Deynhoven Remix) (2012)
- Ruben de Ronde - Forever In Our Hearts (Spotlighted by Jorn van Deynhoven) (2012)
- Full Tilt feat. Katrina Noorbergen - Letting Go (Jorn van Deynhoven Remix) (2012)
- Dash Berlin feat. Jonathan Mendelsohn - World Falls Apart (Jorn van Deynhoven Remix) (2013)
- Craig Connelly & Christina Novelli - Black Hole (Jorn Van Deynhoven Remix) (2013)
- Armin van Buuren feat. Richard Bedford - Love Never Came (Jorn Van Deynhoven Remix) (2013)
- Sarah Lynn - At The End Of Every Journey (Jorn van Deynhoven Extended Vocal Mix) (2014)
- Svenson & Gielen - Twisted (Jorn van Deynhoven Remix) (2015)
- Audrey Gallagher - Breathe Again (Jorn van Deynhoven Remix) (2015)
- Cosmic Gate feat. Emma Hewitt - Going Home (Jorn van Deynhoven Remix) (2015)
- Andrew Rayel & Digital X feat. Sylvia Tosun - Winterburn (Jorn van Deynhoven Remix) (2016)
- The Space Brothers - Shine (Jorn van Deynhoven) (2017)
- Mark Sixma & Emma Hewitt - Missing (Jorn van Deynhoven Remix) (2018)
- Josh Gabriel - Hot As Hades (Jorn van Deynhoven Remix) (2018)
- Ultra Shock - The Sound of E (Jorn van Deynhoven Remix) (2018)
- Armin van Buuren - Phone Down (Jorn van Deynhoven Remix) (2019)